# La Momie : La Tombe de l'empereur Dragon
Pour les articles homonymes, voir La Momie.
Série La Momie
Le Retour de la momie
(2001)
Pour plus de détails, voir Fiche technique et Distribution.
La Momie : La Tombe de l'empereur Dragon (The Mummy: Tomb of the Dragon Emperor) est un film réalisé par Rob Cohen et sorti en 2008.
Il s'agit du troisième et dernier volet de la trilogie La Momie, commencée en 1999.

## Synopsis
Au IIIe siècle av. J.-C., l'empereur Qin Shi Huang régnait en tyran sur la Chine ancienne. Il se servait de ses ennemis pour construire la Grande Muraille et lorsqu'ils mouraient ou ne pouvaient plus servir, l'empereur les faisait jeter dans les fondations de celle-ci. Qin Shi Huang avait de grandes ambitions, mais il se rendit compte qu'une vie n'était pas suffisante pour toutes les réaliser. Alors, il demanda à son plus vieil ami, le général Ming Guo, de partir à la recherche d'une magicienne du nom de Zi Yuan, qui saurait où se trouve le secret de la Vie Éternelle. Lorsqu'ils se rencontrèrent, Ming Guo et Zi Yuan tombèrent amoureux. Cependant, l'empereur envoya des espions épier Ming. Durant leur quête, Ming et Zi Yuan trouvèrent les Os de l'Oracle, sur lesquels étaient gravés des glyphes Chinois de la Connaissance Mystique de la Nuit des Temps. Lorsqu'ils revinrent au Palais, Qin Shi Huang fit exécuter Ming par pure jalousie et ordonna à Zi Yuan de le rendre immortel. Au lieu de cela, la Sorcière le maudit, le transformant lui et toute son armée en statues de terre cuite. Ils furent placés dans une immense tombe.
Vingt siècles plus tard, en 1946, Alex O'Connell, un jeune archéologue, tente de retrouver la tombe de l'empereur. Lorsqu'il réussit enfin à la trouver, il rapporte les restes de l'empereur à Shanghai. Pendant ce temps, ses parents Rick et Evelyn O'Connell, désormais renommés pour leur bravoure et leur expérience des dangers exotiques, doivent transporter l'Œil de Shangri-La en sûreté jusqu'à Shanghai également, où ils doivent rencontrer leur fils qui doit leur présenter sa découverte. Mais lors de cette soirée, l'empereur est ramené à la vie par l'Œil de Shangri-La, qui est en fait une partie de la Fontaine de la Vie Éternelle.
Pour empêcher l'empereur de devenir immortel et de ranimer son armée, les O'Connell devront se rendre depuis l'Himalaya jusqu'à la tombe de l'empereur. Ils devront faire face à un Général cruel, à un Dragon cracheur de feu à trois têtes ainsi qu'à six mille guerriers de terre cuite. Alors que l'empereur engage le combat avec les O'Connell par le biais de son armée de statues de terre cuite, Zi Yuan appelle ses Ancêtres à l'aide des Os de l'Oracle, ce qui donne au groupe de Rick un avantage. L'empereur, en apercevant un Min Guo mort-vivant, comprend que Zi Yuan est vivante et qu'elle a usé de sa magie. Il la tue, ce qui chagrine sa fille, Lin, et le groupe. Zi Yuan tend la dague à Rick et lui dit de percer le cœur de l'empereur afin de le tuer. Alors que Rick engage le combat contre l'empereur, Evy se bat contre le Général Yang et son épouse, Choi. Sur le point de se faire tuer, l'empereur bloque l'attaque de Rick mais est assommé par Alex, ce qui permet à Rick de le poignarder en plein cœur. L'empereur mort, les Ancêtres morts-vivants reposent à présent en paix. Le soir-même, Jonathan plie bagage et, en regardant l'Œil de Shangri-La en souriant, demande au chauffeur de taxi de le conduire au Pérou.

## Fiche technique
Sauf indication contraire, les informations mentionnées dans cette section peuvent être confirmées par la base de données cinématographiques IMDb,  présente dans la section « Liens externes ».
- Titre original : The Mummy: Tomb of the Dragon Emperor
- Titre français et québécois : La Momie : La Tombe de l'empereur Dragon
- Réalisation : Rob Cohen
- Scénario : Alfred Gough et Miles Millar
- Musique : Randy Edelman
- Direction artistique : Isabelle Guay, Jean-Pierre Paquet, David Gaucher, Réal Proulx, Nicolas Lepage et John Dexter
- Décors : Nigel Phelps, Anne Kuljian et Philippe Lord
- Costumes : Sanja Milkovic Hays
- Photographie : Simon Duggan
- Son : Scott Millan, Gary Summers, Daniel J. Leahy
- Montage : Kelly Matsumoto et Joël Negron
- Production : Sean Daniel, James Jacks, Stephen Sommers et Bob Ducsay

Production exécutive : Chiu Wah Lee (Chine)
Coproduction : Qin Lei, Josette Perrotta et Doris Tse
Production déléguée : Chris Brigham, Huang Jianxin et Ren Zhonglun
Production associée : Marc Pitre, Matthew Stuecken et Pengle Xu
- Sociétés de production[5] : Giant Studios, Hivemind, Nowita Pictures et Mel's Cite du Cinema (scènes sonores au Canada)[6],[7]
  - avec la participation de : Universal Pictures
  - présenté en association avec : Relativity Media
  - en coproduction avec : The Sommers Company et Alphaville Films
  - en association avec (Chine) : China Film Co-Production Corporation, Beijing Happy Pictures et Shanghai Film Group
  - en association avec (Allemagne) : Internationale Filmproduktion Blackbird Dritte
- Société de distribution[5] :
  - États-Unis : Universal Pictures
  - Canada : Universal Films Canada
  - Allemagne : Universal Pictures International (UPI)
  - France : Universal Pictures International France[8],[9].
- Budget : 145 millions de $[10]
- Pays d'origine :  États-Unis
- Langues originales : anglais, mandarin et sanskrit
- Format[11] : couleur - 35 mm - 2,39:1 (Cinémascope) - son Dolby Digital | SDDS | DTS | DTS: X
- Genre : fantastique, action, aventure
- Durée : 112 minutes
- Dates de sortie[12] :
  - États-Unis, Canada : 1er août 2008
  - France, Suisse romande : 6 août 2008
  - Allemagne : 7 août 2008
  - Belgique : 13 août 2008
  - Chine : 2 septembre 2008
- Classification[13] :
  - États-Unis : Accord parental recommandé, film déconseillé aux moins de 13 ans (PG-13 - Parents Strongly Cautioned)[Note 1].
  - Canada :
    - Colombie-Britannique : Enfants de moins de 14 ans accompagnées d'un adulte (14A - 14 Accompaniment).
    - Ontario : Certaines scènes peuvent heurter les enfants - Accord parental souhaitable (PG - Parental Guidance).

  - Allemagne : Interdit aux moins de 12 ans (FSK 12).
  - Chine : Pas de système de classification.
  - France : Tous publics (visa d'exploitation no 120890 délivré le 28 juillet 2008)[14].

## Distribution
- Brendan Fraser (VF : Guillaume Orsat ; VQ : Pierre Auger) : Richard « Rick » O'Connell
- Jet Li : l'empereur dragon Qin Shi Huang, la momie
- Maria Bello (VF : Virginie Ledieu ; VQ : Anne Bédard) : Evelyn « Evy » Carnahan-O'Connell
- John Hannah (VF : Georges Caudron ; VQ : Sébastien Dhavernas) : Jonathan Carnahan
- Luke Ford (VF : Rémi Bichet ; VQ : Frédérik Zacharek) : Alexander « Alex » Rupert O'Connell
- Isabella Leong (VQ : Catherine Bonneau) : Lin
- Michelle Yeoh (VF : Valentine Zhou ; VQ : Linda Roy) : Zi Yuan
- Liam Cunningham (VF : Pierre-François Pistorio ; VQ : Jacques Lavallée) : Mad Dog Maguire
- David Calder (VF : Roger Carel ; VQ : André Montmorency) : Roger Wilson
- Anthony Wong Chau-sang (VQ : Patrick Chouinard) : Général Yang
- Russell Wong : Ming Guo
- Jessey Meng : Choi
- Tian Liang : Li Zhou
- Albert Kwan : Chu Wah

Source et légende : Version française (VF) sur Voxofilm et Version québécoise (VQ) sur Doublage QC

## Production

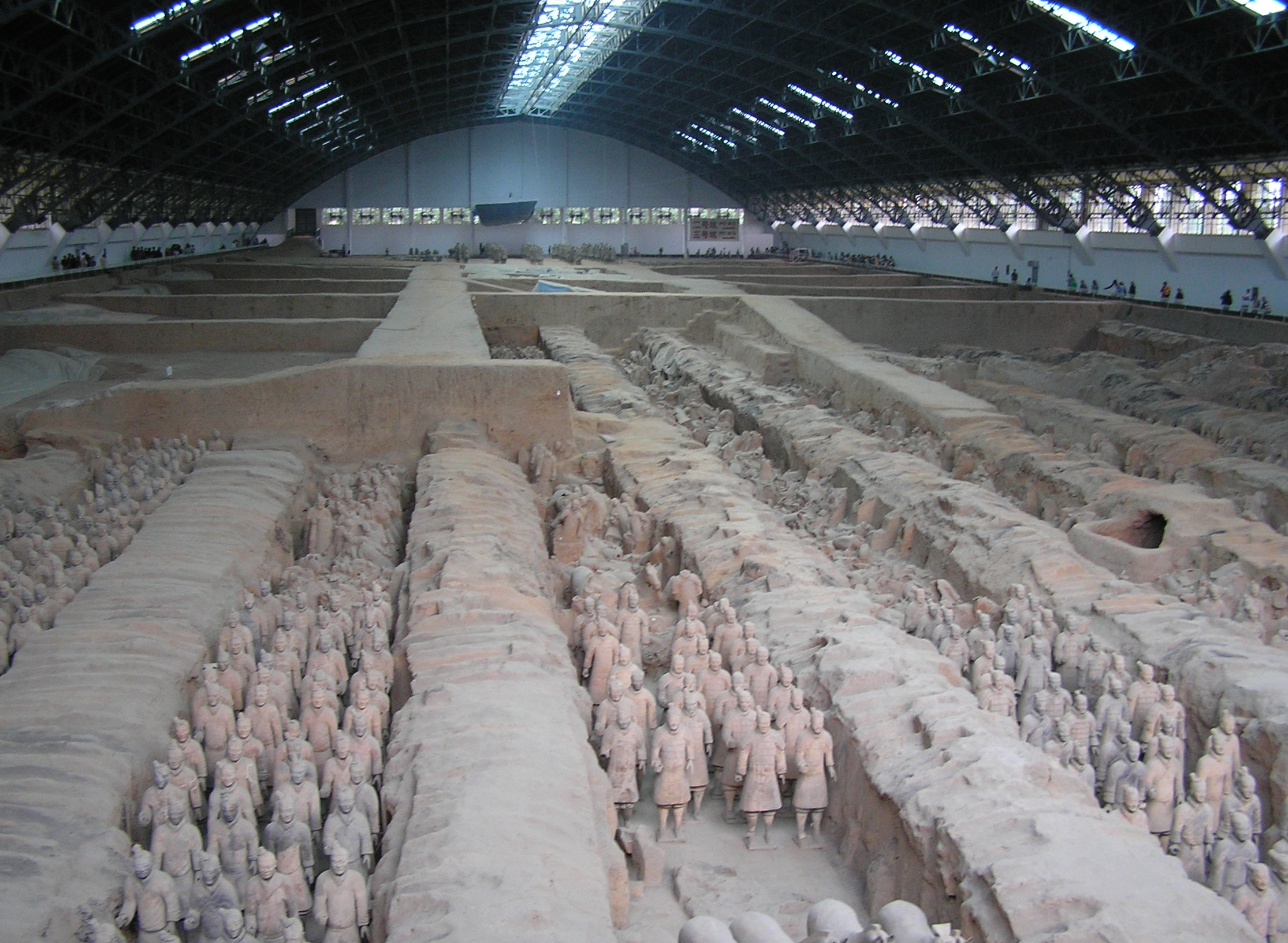
Le Mausolée de l'empereur Qin a servi d'inspiration directe au scénario.

### Genèse et développement
Il y a eu trois changements de réalisateur durant la pré-production : Stephen Sommers, réalisateur des deux premiers volets, a été le premier annoncé. Puis, ce dernier mettant trop de temps à se mettre au travail, Joe Johnston fut ensuite pressenti, mais c'est finalement Rob Cohen qui réalisa le film.
Le titre initial était La Revanche de la Momie (Revenge of the Mummy), depuis attribué à l'attraction visuelle des parcs Universal Orlando Resort et Universal Studios Hollywood se situant chronologiquement entre le second et le troisième film.
Le personnage central du film n'est pas Rick O'Connell, héros des deux premiers, mais son fils Alex, désormais chasseur de trésors âgé de 22 ans. Incarné par Freddie Boath dans le second, c'est Luke Ford qui reprend le rôle dans le troisième.

### Attribution des rôles
Rachel Weisz a refusé de reprendre le rôle d'Evelyn Carnahan-O'Connell[réf. nécessaire]. Maria Bello a finalement repris le rôle. Oded Fehr n'a pas repris son rôle d'Ardeth Bay, le Chef des Medjaÿ.

### Tournage
Le film a été tourné en partie au Canada, à Montréal. De fausses montagnes avec un pont suspendu et la neige artificielle ont été érigées par les studios Mel's proche du centre-ville de Montréal[réf. nécessaire].

### Bande originale
Bandes originales de La Momie
Le Retour de la momie
(2001) La Momie
(2017)
La bande originale du film est composée par Randy Edelman, qui succède à Jerry Goldsmith qui avait composé la musique du premier film et à Alan Silvestri qui avait composé celle du deuxième.
Liste des titres
1. A Call to Adventure - 3:04
2. Silently Yearning for Centuries - 2:25
3. Open Wound - 2:07
4. The Reign of Terror - 2:50
5. A Family Presses Close - 2:38
6. Formation of the Terra Cotta Army - 3:09
7. Reading of the Scrolls - 3:56
8. Crash and Burn - 2:26
9. Alex and Lin - 1:13
10. A New Assignment - 2:55
11. Yang Follows the O'Connells - 2:55
12. Shanghai Chase - 4:52
13. Mother and Daughter Reunion - 2:03
14. Ancient China - 2:24
15. Rick's Long Rod - 0:44
16. Entering the Tomb - 5:54
17. Visit From a 3-Headed Friend - 1:38
18. Memories, Retirement and Dinner - 2:32
19. New Year's Betrayal - 2:25
20. The Emperor Versus Zi Yuan - 1:46
21. Love in the Himalayas - 2:12
22. 2nd Century B.C. - 1:11
23. The Museum Becomes Alive! - 1:43
24. Rick and Evy in Battle - 2:42
25. A Warm Rooftop - 1:23
26. Heartbreak - 2:38
27. Return of the Dragon - 2:49
28. Shielding a Son - 2:32
29. Finale - 3:29
30. My Sweet Eternal Love - 2:53

## Accueil

### Accueil critique
Le film n'a pas bien été accueilli par la critique. Sur l'agrégateur américain Rotten Tomatoes, le film récolte 13 % d'opinions favorables pour 175 critiques. Sur Metacritic, il obtient une note moyenne de 31⁄100 pour 33 critiques.
En France, le site Allociné propose une note moyenne de 2,8⁄5 à partir de l'interprétation de critiques provenant de 12 titres de presse.
La presse a principalement dénigré le film pour son style pop-corn, très similaire à celui de Indiana Jones et le Royaume du Crâne de cristal sorti à quelques mois d'intervalle, autre film d'aventures et suite très attendue, et pour la perte de l'humour si particulier de la saga, remplacé par des gags jugés bien trop banals et caractéristiques des mauvaises suites de film.
De plus, de nombreux passionnés ont remarqué les similitudes entre ce nouvel opus et le précédent : les appellations « Le Roi Scorpion » et « L'Empereur Dragon » (bien que cette dernière ne soit presque pas utilisée dans le film), le fait que les deux antagonistes soient interprétés par des stars en matière d'action (Dwayne Johnson, catcheur reconnu, et Jet Li, star de cinéma d'action asiatique) ainsi que la surexploitation de rôles stéréotypés tels que celui du Conservateur fourbe, d'abord en la personne de Mr Hafez, puis du Conservateur Wilson, ou encore les ressemblances entre l'Armée d'Anubis et les Guerriers de terre cuite.

### Box-office
Le film a été un succès commercial, rapportant environ 403 millions $ pour un budget de 145 millions $.

## Distinctions
Entre 2008 et 2009, La Momie : La Tombe de l'empereur Dragon a été sélectionné 8 fois dans diverses catégories et a remporté 2 récompenses.

### Récompenses
- Prix BMI du cinéma et de la télévision 2009 : 
  - Prix BMI de la meilleure musique de film décerné à Randy Edelman.
- Société Américaine des Compositeurs, Auteurs et Éditeurs de Musique 2009 :
  - Prix ASCAP des meilleurs films au box-office décerné à John Debney.

### Nominations
- Prix nationaux du cinéma 2008 :
  - Meilleur film d'action/aventures,
  - Meilleur acteur pour Brendan Fraser.
- Éditeurs de sons de films 2009 : meilleur montage sonore – Dialogues et doublages dans un long métrage pour Becky Sullivan, Daniel S. Irwin, John C. Stuver et Michelle Pazer.
- Guilde des créateurs de costumes 2009 : meilleurs costumes de film fantastique pour Sanja Milkovic Hays
- Saturn Awards - Académie des films de science-fiction, fantastique et d'horreur 2009 : meilleur film d'horreur.
- Société des effets visuels 2009 : meilleurs effets visuels pour Mike Meaker, Richard Mahon, Jason Iverson et Sho Hasegawa.

## Projet de suite
Un quatrième opus, intitulé La Momie : L'Ascension des Aztèques (The Mummy: Rise of the Aztecs), était prévu, toujours réalisé par Rob Cohen, et devait se passer au Pérou, comme le laissait entendre Jonathan ainsi que le mini-texte à la fin du film. Cette suite a été annulée au profit d'un reboot de la franchise, La Momie, sorti en 2017, reboot qui n'a pas eu de succès en salles.

## Jeu vidéo
Un jeu du même nom est sorti sur plusieurs plateformes : La Momie : La Tombe de l'Empereur Dragon est disponible sur Wii, Nintendo DS et PlayStation 2. Ce jeu vous replonge dans la peau de Rick et de son fils Alex O'Connell, et vous propose de revivre le film sous forme de jeu d'action.

## TrilogieLa Momie
| Titre français                           | Année | Réalisateur     | Acteur principal |
| ---------------------------------------- | ----- | --------------- | ---------------- |
| La Momie                                 | 1999  | Stephen Sommers | Brendan Fraser   |
| Le Retour de la momie                    | 2001  | Stephen Sommers | Brendan Fraser   |
| La Momie : La Tombe de l'Empereur Dragon | 2008  | Rob Cohen       | Brendan Fraser   |